# Opius horwathi
Opius horwathi är en stekelart som beskrevs av Fischer 1964. Opius horwathi ingår i släktet Opius och familjen bracksteklar. Inga underarter finns listade i Catalogue of Life.